# Список комах, занесених до Червоної книги України
Комахи, занесені до Червоної книги України, — список видів комах, що включені до останнього видання Червоної книги України (2009)

## Історія
Необхідність охорони безхребетних тварин, в тому числі, й комах, почала усвідомлюватися науковцями і владою різних країн лише у другій половині XX століття. Зокрема, комахи були включені до Червоної книги СРСР лише 1984 року. Приверненню уваги до проблеми сприяло усвідомлення негативних наслідків масштабного руйнування природних екосистем, накопичення знань щодо фауністики, екології комах, їх географічного поширення та значення у природі та житті людини і розвиток громадського природоохоронного руху. На теренах колишнього СРСР Україна першою включила комах до своєї «Червоної книги».
У перше її видання (1980) включили 18 видів комах, у друге (1994) — 173, в третє (2009) — 226 видів комах.
Порівняно з попереднім виданням, з третього видання виключено 27 видів комах, щодо яких дійшли висновку, що їх популяції не знаходяться у загрозливому стані.

## Список комах, занесених до Червоної книги України
| Ряд Одноденки (Ephemeroptera)       |                                                                |                                                                                            | |
| Дивись:                             | Ecdyonurus solus (Kłonowska-OLejnik, Prokopov & Godunko, 2007) | Екдіонурус єдиний                                                                          | Ендемік Криму, зустрічається на передгірних ділянках річок Чорна та Альма. |
| Дивись:                             | Heptagenia samohai (Demoulin, 1973)                            | Гептагенія Самоха                                                                          | Зустрічається в Криму, на передгірних ділянках річок Чорна, Салгір, Біюк-Карасу. |
|                                     | Palingenia longicauda (Olivier, 1791)                          | Палінгенія довгохвоста                                                                     | Достовірні знахідки тепер тільки у басейні Дунаю: в основному руслі (околиці Рені) та у Кілійському гирлі Дунаю. До першої половини ХХ ст. відзначався в басейнах верхньої та середньої течії Дністра.                  |
| Ряд Бабки (Odonata)                 |                                                                |                                                                                            | |
| Дивись:                             | Calopteryx splendens taurica Selys, 1853                       | Красуня блискуча кримська                                                                  | Ендемік Криму, зустрічається в горах, передгір'ях та на південному узбережжі півострова |
|                                     | Calopteryx virgo (Linneaeus, 1758)                             | Красуня діва                                                                               | Переважно на Правобережжі. В Криму вид, найімовірніше, зник. |
|                                     | Erythromma lindenii (Selys, 1840)                              | Стрілка Ліндена                                                                            | Придунав'я, Нижній Дністер (Одеська область), Нижній Дніпро (Херсонська область). |
|                                     | Anax imperator(Leach, 1815)                                    | Дозорець-імператор                                                                         | По всій Україні. |
|                                     | Cordulegaster boltonii Donovan, 1807                           | Кордулегастер кільчастий                                                                   | Переважно у зоні мішаних лісів та Лісостепу |
|                                     | Cordulegaster bidentata (Selys, 1843)                          | Кордулегастер двозубчастий                                                                 | У ХІХ—напочатку ХХ ст. вказувався для Карпат та Прикарпаття. Сучасні відомості про знахідки відсутні. |
|                                     | Ophiogomphus cecilia (Fourcroy, 1785)                          | Офіогомфус Цецилія                                                                         | Західний Лісостеп, Прикарпаття, Карпати та Закарпатська низовина. |
|                                     | Leucorrhinia albifrons (Burmeister, 1832)                      | Левкоринія білолоба                                                                        | Волинь, Київська область, Поліський заповідник, Крим (Севастополь). |
|                                     | Sympetrum pedemontanum (Mueller in Allioni, 1776)              | Бабка перев'язана                                                                          | Західний Лісостеп, Прикарпаття, невеликі висоти Карпа, Закарпатська низовина, в Київська, Чернігівська, Полтавська, Миколаївська області.                                                                               |
| Ряд Богомолові (Mantoptera)         |                                                                |                                                                                            | |
|                                     | Empusa fasciata (Brullé, 1832)                                 | Емпуза смугаста                                                                            | Південні схилих гір та Південне узбережжя Криму |
|                                     | Empusa pennicornis (Pallas, 1773)                              | Емпуза піщана                                                                              | Херсонська і Миколаївська області |
|                                     | Iris polystictica (Fischer-Waldheim, 1846)                     | Ірис плямистий                                                                             | Миколаївська, Херсонська, Дніпропетровська, Запорізька, Донецька, Луганська областяі та Крим. |
|                                     | Bolivaria brachyptera (Pallas, 1773)                           | Боліварія короткокрила                                                                     | Одеська та Херсонська області, Крим. |
| Ряд Прямокрилі (Orthoptera)         |                                                                |                                                                                            | |
| Дивись:                             | Poecilimon boldyrevi (Miram, 1938)                             | Пилкохвіст Болдирева                                                                       | Ендемік південного берега Криму (Ялта та Гаспра). |
| Дивись:                             | Poecilimon schmidtii (Fieber, 1853)                            | Пилкохвіст лісовий                                                                         | Закарпаття, Карпати, Придніпровська височина, Кримські гори |
| Дивись:                             | Poecilimon pliginskii (Miram, 1929)                            | Пилкохвіст Плігінського                                                                    | Ендемік Криму. Поширений від передгір'їв Кримських гір до яйл Головного пасма (Білогірськ, Чатир-Даг та Кара-Даг) |
| Дивись:                             | Poecilimon ukrainicus Bey-Bienko, 1951                         | Пилкохвіст український                                                                     | Степова і лісостепова зони (Миколаївська та Одеська області, околиці Києва, Розточчя. |
|                                     | Saga pedo (Pallas, 1771)                                       | Дибка степова                                                                              | На південь від лінії Бовшів Івано-Франківської області — Канів Черкаської області — Степове Сумської області |
| Дивись:                             | Callimenus multituberculatus (Fischer-Waldheim, 1846)          | Коник-товстун степовий                                                                     | Степова і південь Лісостепової зони (Черкаська, Харківська, Одеська, Херсонська, Донецька області). Останні достовірні знахідки — в 1902—1906 рр. в Одеській і Донецькій областях.                                      |
|                                     | Anadrymadusa retowskii (Adelung, 1907)                         | Анадримадуза Ретовського                                                                   | Ендемік південного берега Криму. Характерний у прибережній смузі (біля Алупки й Алушти) та на кам'янистих схилах (Карадазький природний заповідник).                                                                    |
| Дивись:                             | Pseudomogoplistes buzantius (Gorochov, 1995)                   | Цвіркун візантійський                                                                      | Південний Крим (Ялта, Кара-Даг) |
|                                     | Bryodemella tuberculata (Fabricius, 1775)                      | Тріскачка ширококрила                                                                      | Південь Полісся, Лісостеп та північ Степу (Чернігівська, Київська, Черкаська, Полтавська, Харківська області). Останні достовірні знахідки в Україні зроблені у 1953 р. поблизу Харкова.                                |
| Ряд Ембії (Embioptera)              |                                                                |                                                                                            | |
|                                     | Haploembia solieri (Rambur, 1842)                              | Ембія реліктова                                                                            | Південний берег Криму та мис Казантип. |
| Ряд Напівтвердокрилі (Hemiptera)    |                                                                |                                                                                            | |
|                                     | Porphyropha polonica Linneaeus, 1758)                          | Кошеніль польська                                                                          | До середини ХХ ст. зустрічався майже на всій Україні, проте з 1960-х рр. не зареєстрований. |
| Дивись:                             | Coranus griseus (Rossi, 1790)                                  | Коранус сірий                                                                              | Крим |
| Дивись:                             | Oncocephalus paternus (Putshkov, 1984)                         | Онкоцефал кримський                                                                        | Ендемік південного берега Криму. |
| Ряд Твердокрилі (Coleoptera)        |                                                                |                                                                                            | |
| Дивись:                             | Cephalota besseri (Dejean, 1826)                               | Стрибун Бессера                                                                            | Південь України: Одеська, Херсонська області, Крим |
|                                     | Calosoma sycophanta Linneaeus, 1758)                           | Красотіл пахучий                                                                           | Майже по всій території України, частіше на півдні. |
|                                     | Carabus (Procerus) scabrosus tauricus Bonelli, 1810            | Слимакоїд кримський                                                                        | Кримський півострів. |
|                                     | Carabus hungaricus > (Fabricius, 1792)                         | Турун угорський                                                                            | Представлений одним ендемічним для країни підвидом C. h. gastridulus Fischer, 1823 (Крим) та підвидами C. h. scythus Motsch., 1847 (степова зона та крайній південь Лісостепу) і C. h. mingens (крайній схід Степу).    |
| Дивись:                             | Carabus bessarabicus (Fischer-Waldheim, 1823)                  | Турун бесарабський                                                                         | Південь України. |
|                                     | Carabus estreicheri (Fischer-Waldheim, 1822)                   | Турун Ештрайхера                                                                           | Лісостеп та північна підзоні степу, Поділля i південь Малого Полісся (Броди). |
| Дивись:                             | Carabus menetriesi (Hummel, 1827)                              | Турун Менетріє                                                                             | Карпати, Полісся та північ західного Лісостепу. |
| Дивись:                             | Carabus stscheglowi ( Mannerheim, 1827)                        | Турун Щеглова                                                                              | Переважно в лісостеповій зоні, спорадично на яйлах Криму (Чатир-Даг). |
| Дивись:                             | Parazuphium chevrolati (Castelnau 1833)                        | Жужелиця Шеврола                                                                           | З України відомий по двох екземплярах: Одеська область та Степовий Крим. |
| Дивись:                             | Carterus dama Rossi, 1792                                      | Жужелиця дама                                                                              | Крайній південь Степу та Крим. |
| Дивись:                             | Pseudophaenops jacobsoni (Pliginsky, 1912)                     | Псевдофаенопс Якобсона                                                                     | Ендемік Криму (Карабі-яйла): печери — Уральська, Борго-Ташик, Аю-Тешік. Можливі знахідки і в інших печерах Криму. |
| Дивись:                             | Taurocimmerites dublanskii (Belousov, 1998)                    | Турун печерний Дублянського                                                                | Ендемік Криму: гора Віллабурун, Віллабурунська печера на висоті 900 м. |
|                                     | Dytiscus latissimus female Jacobson.png Linneaeus, 1758)       | Плавунець широкий                                                                          | Лісова та північ лісостепової зони, Закарпаття. |
|                                     | Graphoderes bilineatus De Geer, 1774                           | Плавунець дволінійний                                                                      | Від Полісся на південь до північної підзони Степу; Закарпаття. |
|                                     | Emus hirtus Linneaeus, 1758)                                   | Стафілін волохатий                                                                         | по всій Україні. |
|                                     | Ocypus curtipennis (Motschulsky, 1849)                         | Бистрик короткокрилий                                                                      | Гори та передгір'я Криму. |
| Дивись:                             | Tasgius pliginskii (Bernhauer, 1915)                           | Стафілін Плігінського                                                                      | Херсонська, Миколаївська, Одеська області, Крим. |
| Дивись:                             | Quedius transsylvanicus (Weise), 1875                          | Кведій карпатський                                                                         | Ендемік східних Карпат. |
|                                     | Scarabaeus sacer Linneaeus, 1758)                              | Скарабей священний                                                                         | Раніше вид траплявся на крайньому півдні Степу]] (Асканія-Нова) та Криму. За останні 50 років в Україні не знайдено жодного екземпляра.                                                                                 |
|                                     | Ceratophyus polyceros (Pallas, 1771)                           | Цератофій багаторогий                                                                      | Херсонська, а можливо також від Миколаївської та Черкаської до Харківської та Луганської областей. |
|                                     | Bolbelasmus unicornis Schrank, 1789                            | Больбелязм однорогий                                                                       | Західна, центральна й почасти східна частини України. |
|                                     | Protaetia speciosa (Adams, 1817)                               | Бронзівка особлива                                                                         | у лісах Гірського Криму. |
| Дивись:                             | Osmoderma barnabita Motschulsky, 1845                          | Жук-самітник                                                                               | Вся зона листяних лісів, південна межа проходить від гирла Дунаю (Ізмаїл) на Бендери, через південь Вінницьку, Кіровоградську області, Полтаву, по середній течії річки Сіверський Дінець (Святогірськ) і далі на схід. |
|                                     | Lucanus cervus Linneaeus, 1758)                                | Жук-олень                                                                                  | По всій території України. |
|                                     | Cerambyx cerdo Linneaeus, 1758)                                | Вусач дубовий великий західний                                                             | Майже, виключно в передгірних районах Закарпаття й Передкарпаття. |
|                                     | Rosalia alpina Linneaeus, 1758)                                | Вусач альпійський                                                                          | Карпати, Крим, окремі знахідки в Лісостепу на північ до Черкас і Києва. |
|                                     | Morimus funereus Mulsant, 1863                                 | Морімус темний                                                                             | Карпати (Чернівецька область). |
|                                     | Purpuricenus kaehleri Linneaeus, 1758)                         | Вусач-пурпуронадкрил Келера                                                                | Підзона мішаних лісів, Лісостеп, північ Степу, південний берег Криму . |
|                                     | Dorcadion equestre (Laxmann, 1770)                             | Коренеїд хрестоносець                                                                      | Лісостеп, Степ, Кримські гори. |
| Дивись:                             | Dorcadion mokrzheckii (Jacobson, 1902)                         | Вусач земляний Мокржецького                                                                | ендемік Криму (Керченський півострів). |
|                                     | Aromia moschata Linneaeus, 1758)                               | Вусач мускусний                                                                            | Майже по всій Україні. |
|                                     | Buprestis splendens (Fabricius, 1774)                          | Златка блискуча                                                                            | Відома єдина знахідка у Київській області. |
|                                     | Eurythyrea aurata (Pallas, 1771)                               | Евритірея золотиста                                                                        | Відомі три знахідки — в Одеській, Дніпропетровській та Київській областях. |
| Дивись:                             | Alaus parreyssi (Steven, 1830)                                 | Ковалик Паррейса                                                                           | південний берег Криму |
| Дивись:                             | Neopristilophus depressus (Germar, 1822)                       | Ковалик сплощений                                                                          | Лісостепова зона Правобережжя. |
|                                     | Cucujus cinnaberinus (Scopoli, 1763)                           | Плоскотілка червона                                                                        | Лісова зона та правобережний Лісостеп. |
| Дивись:                             | Cecchiniola platyscelidina Jacobson, 1908                      | Чекініола пластисцелідина                                                                  | Ендемік Кримського півострова. |
| Дивись:                             | Chrysolina carpatica (Fuss, 1856)                              | Хризоліна карпатська                                                                       | Карпати. |
|                                     | Oreina plagiata Sufrian, 1861                                  | Ореїна плагіата                                                                            | Гірські райони півдня українських Карпат (Чорногора), включаючи й субальпійський пояс. |
| Дивись:                             | Oreina viridis Duftschmidt, 1825                               | Ореїна зелена                                                                              | Субальпійський пояс та альпійські луки Карпат. |
|                                     | Leucomigus candidatus (Pallas, 1771)                           | Левкомігус білосніжний                                                                     | Степова зона континентальної України, Крим. |
| Дивись на сайті UkrBIN:             | Brachycerus sinuatus (Olivier, 1807)                           | Брахіцерус зморшкуватий                                                                    | Південь (Одеська, Запорізька, Херсонська області, Крим). |
| Дивись сайті UkrBIN:                | Lixus canescens (Fischer von Waldheim, 1835)                   | Ліксус катрановий                                                                          | Лівобережний Степ. |
| Дивись:                             | Liparus laevigatus ( Gyllenhal, 1834)                          | Жиряк гладенький                                                                           | Гірський Крим, околиці Одеси. |
| Ряд Сітчастокрилі (Neuroptera)      |                                                                |                                                                                            | |
|                                     | Libelloides macaronius (Scopoli, 1763)                         | Аскалаф строкатий                                                                          | Переважно в Криму, поодинокі знахідки на теренах Закарпатської та Луганської областей. |
|                                     | Acanthaclisis occitanica (Villers, 1789)                       | Велетенський мурашиний лев західний                                                        | Південь, включаючи Крим.. |
|                                     | Mantispa styriaca Poda, 1761                                   | Мантіспа штирійська                                                                        | В Одеській, Миколаївській, Київській, Черкаській, Харківській, Донецькій, Луганській областях та в Криму. |
| Ряд Скорпіонові мухи (Mecoptera)    |                                                                |                                                                                            | |
| Дивись:                             | Bittacus italicus (Müller, 1786)                               | Комарівка італійська                                                                       | Черкаська, Сумська, Дніпропетровська і Херсонська області, Крим. |
|                                     | Boreus westwoodi (Hagen, 1866)                                 | Льодовичник Вествуда                                                                       | Полісся (Житомирська, Київська, Чернігівська області), Карпати. |
| Ряд Волохокрильці (Trichoptera)     |                                                                |                                                                                            | |
|                                     | Oxyethira flavicornis (Pictet, 1834)                           | Оксиетира жовтовуса                                                                        | Львівська (Розточчя); Чернівецька області (передгір'я Карпат); Крим (передгір'я). |
| Ряд Лускокрилі (Lepidoptera)        |                                                                |                                                                                            | |
|                                     | Papilio machaon (Linnaeus, 1758)                               | Махаон                                                                                     | В Україні повсюдно. |
|                                     | Iphiclides podalirius (Linnaeus, 1758)                         | Подалірій                                                                                  | В Україні повсюдно, крім Полісся та викогір'я Карпат . |
|                                     | Zerynthia polyxena (Denis & Schiffermüller, 1775)              | Поліксена                                                                                  | Майже повсюдно, крім високогір'я Карпат, деяких північних, західних та найбільш посушливих степових регіонів. |
|                                     | Parnassius apollo (Linnaeus, 1758)                             | Аполлон                                                                                    | Скоріш за все, вид зник із більшості відомих місць поширення, або цілком вимер. У Івано-Франківській області востаннє вид був виявлений у 1865 році.                                                                    |
|                                     | Parnassius mnemosyne (Linnaeus, 1758)                          | Мнемозина                                                                                  | Майже по всій Україні, окрім Криму та деяких посушливих районів степової зони. |
|                                     | Zegris eupheme (Esper, 1805)                                   | Зегрис Евфема                                                                              | Південь Херсонської та Миколаївської областей і в Криму. |
|                                     | Euchloe ausonia (Hübner, 1804)                                 | Аврора біла                                                                                | Одеська, Херсонська, Запорізька, Донецька області, Крим. |
|                                     | Colias palaeno (Linneaeus, 1758)                               | Жовтюх торфовищний                                                                         | Правобережне Полісся |
|                                     | Libythea celtis (Fuessly, 1782)                                | Носачка-листовидка                                                                         | Крим]: південні схили Головного пасма, Південного берегу, яйли. |
|                                     | Hamearis lucina (Linneaeus, 1758)                              | Люцина (метелик)                                                                           | У Карпатах та Закарпатті, на півдні Лісової зони, у Лісостепу та місцями у Степу. |
|                                     | Limenitis populi (Linneaeus, 1758)                             | Стрічкарка тополева                                                                        | Переважно в зоні мішаних лісів Правобережжя, у Карпатах та Закарпатті, подекуди у Лісостепу та лісах степової зони. |
|                                     | Apatura iris (Linneaeus, 1758)                                 | Райдужниця велика                                                                          | Всюди, окрім степової зони та Криму. |
|                                     | Nymphalis vaualbum (Denis & Schiffermüller, 1775)              | Сонцевик фау-біле                                                                          | Майже в усіх регіонах, окрім крайнього півдня та Криму. |
|                                     | Hipparchia statilinus (Hufnagel, 1766)                         | Сатир залізний                                                                             | На Поліссі, у лісостеповій та степовій зонах, у Гірському Криму. |
|                                     | Pseudochazara euxina (Kusnezov, 1909)                          | Сатир евксинський                                                                          | Крим: південні схили Ай-Петринської та Ялтинської яйл, північно-східні макросхили Бабуган-яйли понад Чучельским перевалом, південні відроги верхнього платоЧатир-Дагу.                                                  |
|                                     | Esperarge climene (Esper, 1783)                                | Климена                                                                                    | В основному на сході степової зони. |
|                                     | Erebia manto >(Denis & Schiffermüller, 1775)                   | Чорнушка Манто                                                                             | У деяких районах Карпат. |
|                                     | Proterebia afra (Fabricius, 1775)                              | Чорнушка Фегея                                                                             | Гірський Крим. |
|                                     | Triphysa phryne (Pallas, 1771)                                 | Трифіза Фрина                                                                              | У Херсонській області та в районі Сивашу. |
|                                     | Coenonympha hero (Linneaeus, 1758)                             | Сінниця Геро                                                                               | У зоні мішаних лісів Правобережжя, Карпатах (не вище 600 м н. р. м.), одна популяція відома в північній частині Чернігівської області.                                                                                  |
|                                     | Tomares nogelii (Herrich-Schäfer, 1851)                        | Томарес Ногеля                                                                             | У Дніпропетровській, Запорізькій, Херсонській областях, а також у східній частині Гірського Криму. |
|                                     | Tomares callimachus (Eversmann), 1848)                         | Томарес Каллімах                                                                           | У східній частині Гірського та південного берега Криму. |
|                                     | Plebejus pyrenaica Oberthür, 1910                              | Синявець піренейський                                                                      | Лише у Вовчанському районі Харківської області уздовж крейдяних відшарувань р. Вовча. |
| Дивись:                             | Neolycaena rhymnus (Eversmann), 1832)                          | Синявець римнус                                                                            | У східних частинах Лісостепу та Степу. |
|                                     | Plebejus pylaon (Fischer von Waldheim, 1835)                   | Синявець Пилаон                                                                            | Лише у декількох південних степових областях та на Поділлі (південь Хмельницької області).. |
|                                     | Polyommatus boisduvalii (Herrich-Schäfer, 1851)                | Синявець Буадюваля                                                                         | На Поліссі, у центральній та східній частинах Лісостепу та у Луганській області. |
|                                     | Pseudophilotes bavius (Eversmann, 1832)                        | Синявець Бавій                                                                             | Одеська, Миколаївська, Херсонська, Дніпропетровська, Запорізька, Донецька, Луганська області, Кримський півострів. |
|                                     | Acherontia atropos (Linneaeus, 1758)                           | Бражник мертва голова                                                                      | По всій Україні |
|                                     | Marumba quercus (Denis & Schiffermüller, 1775)                 | Бражник дубовий                                                                            | Степова та лісостепова зони. |
|                                     | Hemaris croatica ((Esper , 1779)                               | Бражник хорватський                                                                        | Крим, Донецька та Луганська області. |
|                                     | Hemaris tityus (Linneaeus, 1758)                               | Бражник скабіозовий                                                                        | Майже повсюдно. |
|                                     | Sphingonaepiopsis gorgoniades (Hübner, 1819)                   | Бражник карликовий                                                                         | Крим, Донецька та Луганська області. |
|                                     | Бражник прозерпіна (Pallas, 1772)                              | Бражник прозерпіна                                                                         | Майже повсюдно. |
|                                     | Hyles nicaea (De Prunner, 1798)                                | Бражник південний молочайний                                                               | Крим |
|                                     | Saturnia pyri Denis & Schiffermüller, 1775                     | Сатурнія велика                                                                            | Майже повсюдно, крім Карпат та Полісся. |
|                                     | Saturnia pavonia (Linneaeus, 1758)                             | Сатурнія мала                                                                              | Майже повсюдно. |
|                                     | Eudia spini>Denis & Schiffermüller, 1775                       | Сатурнія середня                                                                           | В минулому зустрічався майже повсюдно, крім північних районів. Імовірно, вид вже зник на більшій частині території України..                                                                                            |
|                                     | Aglia tau (Linneaeus, 1758)                                    | Сатурнія руда                                                                              | Майже повсюдно, крім степових районів та Полісся. |
|                                     | Lemonia taraxaci (Denis & Schiffermüller, 1775)                | Шовкопряд кульбабовий                                                                      | У зоні мішаних лісів та у Лісостепу. |
| Дивись:                             | Lemonia ballioni (Christoph, 1888)                             | Шовкопряд Балліона                                                                         | Крим |
|                                     | Endromis versicolora (Linneaeus, 1758)                         | Ендроміс березовий                                                                         | Зона мішаних лісів, частково Лісостеп |
|                                     | Catocala dilecta (Hübner, 1808)                                | Стрічкарка велика червона                                                                  | Крим |
|                                     | Catocala disjuncta (Geyer, 1828)                               | Стрічкарка диз'юнктивна                                                                    | Південний берег Криму. |
|                                     | Catocala diversa.jpg (Geyer, 1828)                             | Стрічкарка червоно-жовта                                                                   | Південний берег Криму. |
|                                     | Catocala fraxini (Linneaeus, 1758)                             | Стрічкарка блакитна                                                                        | По всій Україні |
|                                     | Catocala sponsa (Linneaeus, 1758)                              | Стрічкарка орденська малинова                                                              | По всій Україні. |
| Дивись:                             | Cucullia magnifica (Freyer, 1840)                              | Каптурниця пишна                                                                           | Степ та південь Лісостепу на Лівобережжі, в двох пунктах Правобережжя (смт Солоне Дніпропетровської області, Одеса) та на півострові Бирючий.                                                                           |
|                                     | Cucullia splendida (Stoll, 1782)                               | Каптурниця блискуча                                                                        | Степи Лівобережної України (Дніпропетровська, Луганська та Херсонська області). |
|                                     | Cucullia argentina (Fabricius, 1787)                           | Каптурниця срібляста                                                                       | В Одеській, Херсонській, Донецькій, Луганській, Сумській областях, Харкові та у Криму. |
|                                     | Cucullia argentea (Hufnagel, 1766)                             | Каптурниця срібна                                                                          | на Поліссі, у Лісостепу та Степу. |
|                                     | Divaena haywardi (Tams, 1926)                                  | Совка Гайварда                                                                             | в Кримських горах. |
|                                     | Staurophora celsia (Linneaeus, 1758)                           | Совка розкішна                                                                             | Полісся, Лісостеп, Степ (Київська, Житомирська, Чернігівська, Сумська, Черкаська, Луганська, Харківська областія) та Крим).                                                                                             |
|                                     | Euchalcia variabilis (Piller & Mitterpacher, 1783)             | Евхальція різнобарвна                                                                      | Карпати (біля Сколе Львівської області, район Яремче та Верховинський район Івано-Франківської області), на Донецькому кряжі (с. Провалля Луганської області), у Гірському Криму.                                       |
| Дивись:                             | Periphanes treitschkei (Frivaldsky), 1835)                     | Совка Трейчке                                                                              | В Кримських горах. |
|                                     | Periphanes delphinii (Linneaeus, 1758)                         | Совка сокиркова                                                                            | Майже всюди |
|                                     | Zygaena laeta (Hübner), 1790)                                  | Красик веселий                                                                             | Майже всюди |
| Ряд Перетинчастокрилі (Hymenoptera) |                                                                |                                                                                            | |
| Дивись:                             | Pleroneura coniferarum (Hartig, 1837)                          | Плероневра хвойна                                                                          | В Карпатах |
| Дивись:                             | Blasticotoma filiceti (Klug, 1834)                             | Бластикотома папоротева                                                                    | У Закарпатській, Львівській, Житомирській, Київській, Чернігівській областях. |
| Дивись:                             | Urocerus augur (Klug, 1803)                                    | Рогохвіст-авгур                                                                            | В Карпатах (Львівська область) та в Криму |
| Дивись:                             | Xiphydria picta (Konow, 1897)                                  | Ксифідрія строката                                                                         | У Львівській, Тернопільській обл. та у Криму. |
| Дивись:                             | Xiphydria markewitshi (Ermolenko, 1960)                        | Ксифідрія Маркевича                                                                        | Ендемік широколистяних лісів Українських Карпат (Закарпатська область) |
|                                     | Orussus abietinus (Scopoli, 1763)(                             | Орусус паразитичний                                                                        | У Львівській, Чернівецькій, Хмельницькій, Житомирській, Київській, Донецькій, Луганській областях та в Криму. |
| Дивись:                             | Pachycephus cruentatus (Eversmann) , 1847                      | Пахіцефус степовий                                                                         | Причорноморський Степ і Крим. |
|                                     | Janus femoratus (Curtis, 1830)                                 | Янус червононогий                                                                          | У Київській та Закарпатській областях. |
| Дивись:                             | Calameuta idolon (Rossi, 1794)                                 | Каламеута жовта                                                                            | Закарпаття та Крим. |
| Дивись:                             | Cephus zahaikevitshi >(Ermolenko, 1960)                        | Цефус Загайкевича                                                                          | Північне передгір'я Кримських гір. |
| Дивись:                             | Characopygus scythicus Dovnar-Zapolskij, 1931)                 | Харакопіг скіфський                                                                        | Південний степ Лівобережної України. |
|                                     | Caenolyda reticulata Linneaeus, 1758)                          | Ценеліда сітчаста                                                                          | Знайдена на околицях Києва (1911) Львова]] (1899). |
| Дивись:                             | Megalodontes medius Konow, 1897                                | Мегалодонт середній                                                                        | У Луганській області та Криму. |
|                                     | Abia fulgens Zaddach, 1863                                     | Абія виблискуюча                                                                           | західна частина Українських Карпат — масиви Боржава, Полонина Руна (с. Лумшори Закарпатської області). |
| Дивись:                             | Abia nitens Linneaeus, 1758)                                   | Абія блискуча                                                                              | Широколистяні і мішані ліси (Черкаська область) |
| Дивись:                             | Arge beckeri (Tournier, 1889)                                  | Арге Беккера                                                                               | у Лісостепу i степу. |
| Дивись:                             | Siobla sturmi (Klug, 1834)                                     | Сіобла бальзамінова                                                                        | У Закарпатській, Київській та Сумській областях. |
| Дивись:                             | Tenthredo propinqua (Klug, 1817)                               | Трач схожий                                                                                | Закарпатська область |
| Дивись:                             | Dolerus ciliatus (Konow, 1891)                                 | Долерус степовий                                                                           | На сході степової зони та у Криму. |
| Дивись:                             | Dolerus subalatus (Kerensky, 1926)                             | Долерус короткокрилий                                                                      | У Херсонській, Дніпропетровській та Луганській областях. |
|                                     | Megarhyssa superba (Schrank, 1781)                             | Мегариса рогохвостова                                                                      | Полісся, Лісостеп та Закарпаття (Ужгород). |
| Дивись:                             | Megarhyssa perlata (Christ, 1791)                              | Мегариса перлата                                                                           | Полісся, Лісостеп. |
| Дивись:                             | Dolichomitus cephalotes (Holmgren, 1859)                       | Доліхомітус головастий                                                                     | Полісся, Карпати. |
| Дивись:                             | Archirilleya inopinata (Silvestri, 1920)                       | Архірилея чорна                                                                            | Лісостепова і степова зони України, південне узбережжя Криму. |
| Дивись:                             | Tetramesa punctata (Zerova, 1965)                              | Тетрамеза пунктирована                                                                     | Вид описаний по знахідці, зробленій у заповіднику «Стрільцівський степ» (Луганська область). |
| Дивись:                             | Ibalia rufipes (Cresson, 1879)                                 | Горіхотворка велетенська                                                                   | Житомирська, Київська та Черкаська області. |
| Дивись:                             | Polochrum repandum (Spinola, 1805)                             | Сапіга-полохрум                                                                            | в Київській, Черкаській і Запорізькій областях та в Криму. |
|                                     | Megascolia maculata (Drury, 1773)                              | Сколія-гігант                                                                              | Зустрічається переважно на південь від лінії Київ— Харків (на Лівобережній Україні знайдена в Чернігівській області. |
| Дивись:                             | <Scolia galbula (Pallas, 1771)                                 | Сколія односмугова                                                                         | Крим |
| Дивись:                             | Colpa klugii (Vander Linden, 1827)                             | Кольпа Клюге                                                                               | В Херсонській області та Криму. |
| Дивись:                             | Discoelius zonalis (Panzer, 1801)                              | Дисцелія зональна                                                                          | В Україні зустрічається скрізь |
| Дивись:                             | Celonites abbreviatus tauricus (Kostylev, 1935)                | Целонітес абревіатус кримський                                                             | Підвидовий ендемік Криму. |
| Дивись:                             | Eumenes tripunctatus (Christ, 1791)                            | Евмен трикрапковий                                                                         | У Донецькій, Харківській, Полтавській, Херсонській і Запорізькій областях і в Криму. |
| Дивись:                             | Onychopterocheilus Pallasi (Klug, 1834)                        | Оніхоптерохеілюс Палласа                                                                   | У Луганській області й у Криму |
| Дивись:                             | Paravespa rex (Schulthes, 1923)                                | Паравеспа царська                                                                          | Східна частина південного берега Криму. |
|                                     | Cryptocheilus alternatus (Lepeletier, 1845)                    | Криптохіл кільчастий                                                                       | Крим |
| Дивись:                             | Cryptocheilus rubellus (Eversmann, 1846)                       | Криптохіл червонуватий                                                                     | В Криму та Генічеському районі Херсонської області. |
| Дивись:                             | Anoplius samariensis (Pallas, 1771)                            | Аноплій самарський                                                                         | На півдні, поодинокі особини зареєстровані у Лісостепу і в Бучацькому районі Тернопільської області. |
| Дивись:                             | Ammophila sareptana Kohl, 1884                                 | Амофіла сарептська                                                                         | Одеська область, Крим |
| Дивись:                             | Cerceris tuberculata (Villers, 1787)                           | Церцеріс горбкувата                                                                        | В Луганській, Полтавській, Миколаївській, Одеській областях та в Криму. |
|                                     | Sphex flavipennis (Fabricius, 1793)                            | Сфекс жовтокрилий                                                                          | Крим |
|                                     | Sphex funerarius ( Gussakovskij, 1934)                         | Сфекс рудуватий                                                                            | Одеська, Миколаївська, Херсонська, Полтавська, Харківська, Донецька області та Крим. |
|                                     | Larra anathema (Rossi, 1790)                                   | Лярра анафемська                                                                           | У південних і південно-західних районах, знайдений також у Полтавській і Черкаській областях. |
| Дивись:                             | Stizus bipunctatus (F. Smith, 1856)                            | Стиз двокрапковий                                                                          | П. Узбережжя Чорного моря (південні райони Одеської, Миколаївської, Херсонської областей та Криму). |
|                                     | Stizus fasciatus (Fabricius, 1775)                             | Стиз смугастий                                                                             | Узбережжя Чорного та Азовського морів. |
| Дивись:                             | Stizoides tridentatus (Fabricius, 1775)                        | Стизоїд тризубий                                                                           | Одеська, Донецька області та Крим. |
|                                     | Melitturga clavicornis (Latreille, 1806)                       | Мелітурга булавовуса                                                                       | Степова та лісостепова зони, поодинокі знахідки на Поліссі. |
| Дивись:                             | Andrena stigmatica (Morawitz, 1895)                            | Андрена червоноплямиста                                                                    | Крим: (Опукський природний заповідник, Карадазький природний заповідник, Казантипський природний заповідник та околиці Сімферополя.                                                                                     |
| Дивись:                             | Andrena magna (Warncke, 1965)                                  | Андрена велика                                                                             | Крим: (Опукський природний заповідник, Карадазький природний заповідник, Казантипський природний заповідник, Тарханкут та околиці Сімферополя.                                                                          |
| Дивись:                             | Andrena chrysopus (Pérez, 1903)                                | Андрена золотонога                                                                         | Донецька, Херсонська, Черкаська, Тернопільська області та Крим. |
| Дивись:                             | Andrena ornata (Morawitz, 1895)                                | Андрена ошатна                                                                             | Крим (Казантипський природний заповідник та мис Чауда). |
| Дивись:                             | Andrena stepposa (Osytshnjuk), 1977)                           | Андрена степова                                                                            | Український степовий природний заповідник (Донецька область, «Хомутовський степ», долина р. Грузький Єланчик). Можливо, ендемік цього локалітету.                                                                       |
| Дивись:                             | Melitta wankowiczi Radoszkowski, 1891)                         | Мелітта Ванковича                                                                          | Донецька, Харківська, Сумська, Полтавська області, передгір'я Карпат. |
| Дивись:                             | Dasypoda spinigera Kohl, 1905                                  | Дазипода шипоносна                                                                         | Донецька, Миколаївська, Одеська, Харківська, Херсонська області та Крим. |
|                                     | Halictus luganicus (Blüthgen, 1936)                            | Галикт луганський                                                                          | Околиці Луганська та Крим (Алушта). |
| Дивись:                             | Megachile lefebvrei Lepeletier , 1841                          | Бджола-муляр Лефебвра                                                                      | Крим |
| Дивись:                             | Megachile giraudi (Gerstaecker, 1869)                          | Мегахіла Жиро                                                                              | Донецька та Тернопільська області, Крим. |
| Дивись:                             | Hoplitis fulva (Eversmann, 1852)                               | Гоплітіс рудий                                                                             | Харківська, Полтавська, Херсонська, Донецька і Луганська області. |
|                                     | Trachusa pubescens (Morawitz, 1872)                            | Трахуза опушена                                                                            | Крим |
| Дивись:                             | Stelis annulata (Lepeletier, 1841)                             | Стеліс кільчастий                                                                          | Харківська область і Крим. |
| Дивись:                             | Anthophora atricilla (Eversmann, 1852)                         | Антофора чорновійчаста                                                                     | Криму (в районі Сивашу та в околицях Джанкою), |
|                                     | Anthophora robusta (Klug, 1845)                                | Антофора коренаста                                                                         | Крим і Херсонська область. |
| Дивись:                             | Cubitalia morio (Friese, 1922)                                 | Кубіталія чорна                                                                            | Крим |
| Дивись:                             | Eucera armeniaca (Morawitz, 1878)                              | Евцера вірменська                                                                          | Крим |
|                                     | Xylocopa valga (Gerstaecker, 1872)                             | Ксилокопа звичайна                                                                         | Повсюдно |
|                                     | Xylocopa violacea > Linneaeus, 1758)                           | Ксилокопа фіолетова                                                                        | Крим. Також зустрічається в окремих областях, переважно на півдні. Є поодинокі знахідки і в північних районах, частка з яких, імовірно, пов'язана з невірним визначенням виду.                                          |
|                                     | Xylocopa iris (Christ, 1791)                                   | Ксилокопа райдужна                                                                         | Південь: Одеська, Миколаївська, Херсонська, Запорізька, Донецька, Луганська області та Крим. |
|                                     | Bombus muscorum (Linnaeus, 1758)                               | Джміль моховий                                                                             | У більшості областей, а також у Криму |
|                                     | Bombus fragrans (Pallas, 1771)                                 | Джміль пахучий                                                                             | Степова зона. Раніше траплялися знахідки й у Лісостепу. |
|                                     | Bombus argillaceus (Scopoli, 1763)                             | Джміль глинистий                                                                           | Степ, Лісостеп, Крим. |
|                                     | Bombus armeniacus Radoszkowski, 1877                           | Джміль вірменський                                                                         | У Тернопільській, Черкаській, Херсонській, Кіровоградській, Донецькій, Харківській, Сумській, Полтавській, Дніпропетровській областях та у Криму.                                                                       |
|                                     | Bombus pomorum Panzer, 1805                                    | Джміль яскравий                                                                            | в Київській, Львівській, Полтавській, Тернопільській та Чернівецькій областях. |
| Дивись:                             | Bombus laesus Morawitz, 1875                                   | Джміль лезус                                                                               | У Передкарпатті, Карпатах, Чернівецькій, Одеській, Херсонській, Кіровоградській, Полтавській, Харківській, Донецькій областях та в Криму.                                                                               |
|                                     | Bombus ruderatus (Fabricius, 1775)                             | Джміль червонуватий                                                                        | У західних, північних та центральних районах, в тому числі у Харківській, Донецькій областях та Криму. |
| Дивись:                             | Bombus zonatus Smith, 1854                                     | Джміль оперезаний                                                                          | В Харківській, Дніпропетровській, Донецькій, Луганській, Одеській, Миколаївській областях та в Криму. |
| Дивись:                             | Liometopum microcephalum (Panzer, 1798)                        | Ліометопум звичайний                                                                       | Чотири знахідки — в Закарпатті, Самарському лісі (Дніпропетровська область), на о. Козачий на Дніпрі нижче греблі Каховської ГЕС (Херсонська область) та на безіменному острівці в дельті Дунаю (Одеська область).      |
| Дивись:                             | Tapinoma kinburni (Karawajew, 1937)                            | Тапінома кінбурнська                                                                       | Нижньодніпровська піщана арена (Херсонська та Миколаївська області), Донецький кряж (поблизу Святогорська, Донецька область)                                                                                            |
| Ряд Двокрилі (Diptera)              |                                                                |                                                                                            | |
|                                     | Ctenophora festiva (Meigen, 1804)                              | Ктенофора прикрашена                                                                       | Прикарпаття, Центральна Україна. |
| Дивись:                             | Satanas gigas (Eversmann, 1855)                                | Піски в долині Дніпра, Південного Бугу та їхніх приток, дельта Дунаю; південь, схід, Крим. | |
|                                     | Asilus crabroniformis Linneaeus, 1758)                         | Ктир шершенеподібний                                                                       | Лісостепова зона, зрідка степ (Донецька та Одеська області). |
| Дивись:                             | Temnostoma meridionale (Krivosheina & Mamaev, 1962)            | Пилкоротиця південна                                                                       | В Закарпатті та Донецькій області |
| Дивись:                             | Merodon femoratoides (Paramonov, 1925)                         | Зубарик стегнуватий                                                                        | Крим (Гончарне, Сімферополь, околиці Судака, с. Курортне, [[Карадазький природний заповідник). |
| Дивись:                             | Merodon crassifemoris (Paramonov, 1925)                        | Зубарик грубоклубий                                                                        | Крим: півострів Тарханкут, Карадазький природний заповідник, Феодосія |
| Дивись:                             | Merodon nigritarsis Rondani, 1845                              | Зубарик чорнолапий                                                                         | Донецька («Кам'яні могили») та Харківська Печенізьке поле (ландшафтний парк)) області, Крим (Карадазький природний заповідник).                                                                                         |
| Дивись:                             | Pelecocera latifrons (Loew, 1856)                              | Пелекоцера широколоба                                                                      | На Лівобережжі, де тяжіє до степової зони у Харківській і Донецькій областях. |
| Дивись:                             | Callicera macquarti Rondani, 1844)                             | Красновуска Маккара                                                                        | Південний берег Криму (смт Нікіта, Семидвір'я) |
| Дивись:                             | Psarus abdominalis (Fabricius, 1775)                           | Псарус черевастий                                                                          | Закарпаття, Степу і Лісостеп Лівобережжя (Харківська, Донецька і Луганська області). |
|                                     | Urophora dzieduszyckii (Frauenfeld, 1863)                      | Урофора Дзєдушицького                                                                      | каньйон в околицях с. Синьків Тернопільської області |